# Kuidas kuningas kuu peale kippus
Kuidas kuningas kuu peale kippus, vertaald als Hoe de koning op de maan terechtkwam, is een Sovjet-Estische fantasy-musical-televisiefilm uit 1976. De film werd in 2024 hervertoond op het Haapsalu Horror & Fantasy Film Festival, waar componist Peeter Volkonski, verantwoordelijk voor de liedjes in de film, een carrièreprijs in ontvangst nam.